# Boef en de Gelogeerde Aap
Boef en de Gelogeerde Aap is een Nederlandse muziekgroep bestaande uit dj en dance producer Tom Maas (25 januari 1986) en rapper Thomas Waterreus (8 februari 1986). De muziek is een mix van hiphop en dubstep met Nederlandstalige rap. Het duo is onder contract bij Top Notch en aangesloten bij de Fakkelteitgroep.
Boef en de Gelogeerde Aap zijn vooral bekend geworden via het concertcircuit binnen Nederland. Ze hebben onder andere gespeeld op het Festival Mundial, Noorderslag, Lowlands en de Gentse Feesten, in de Melkweg, Paradiso, Tivoli en de Effenaar, en in De Wereld Draait Door en de studio van 101Barz en in het oude Doornroosje in Nijmegen.

## Geschiedenis
Maas (Boef) en Waterreus (de gelogeerde Aap) leerden elkaar kennen in Tilburg tijdens muzieksessies met vrienden, waarbij veel misging. Complete sessies verdwenen of werden per ongeluk gewist van de harde schijf van de computer. Dit irriteerde de twee muzikanten zodanig dat ze besloten samen verder te gaan met een nieuw project. 
Samen maakten ze eerst beats en later liedjes waaruit een cd voortkwam. Deze cd werd in eigen beheer gemaakt en via het internet gratis verspreid. Beiden studeerden ze op de Fontys Rockacademie te Tilburg. Waterreus geeft daarnaast workshops in rap en hiphop op scholen.
De tweede cd Wij Zijn wordt via het platenlabel Top Notch van hiphoppromotor Kees de Koning uitgegeven.

## Prijzen
- 2010: Grote Prijs van Nederland: MCN Publieksprijs en SAE Institute Beste Muzikantprijs.

## Discografie

### Albums
| Album met eventuele hitnotering(en) in de Nederlandse Album Top 100 | Datum van verschijnen | Datum van binnenkomst | Hoogste positie | Aantal weken | Opmerkingen |
| ------------------------------------------------------------------- | --------------------- | --------------------- | --------------- | ------------ | ----------- |
| Vind ons                                                            | 2009                  | -                     |                 |              |             |
| Wij Zijn                                                            | 2011                  | 29-01-2011            | 42              | 1            |             |
| Niet hier                                                           | 2013                  | 09-02-2013            | 25              | 2            |             |
| De Gelogeerde Tracks                                                | 2014                  | -                     |                 |              |             |